# Narodni park Aoraki / Mount Cook
Narodni park Aoraki / Mount Cook je na Južnem otoku Nove Zelandije. Aoraki / Mount Cook, najvišja gora Nove Zelandije, in istoimenska vas ležita znotraj parka. Območje je bilo oktobra 1953 uradno razglašeno za narodni park in je sestavljeno iz rezervatov, ki so bili ustanovljeni že leta 1887 za zaščito pomembne vegetacije in krajine tega območja.
Čeprav je večina parka alpsko območje, je zlahka dostopen. Edini cestni dostop do narodnega parka Aoraki / Mount Cook je po državni avtocesti 80, ki se začne blizu Twizela, na 65 km oddaljenosti od najbližjega mesta in vodi neposredno do vasi Mount Cook, kjer se cesta konča. Vas je znotraj parka, vendar je sestavljena le iz hotela in motelov, pa tudi stanovanj in udobja za osebje hotela in motelov ter drugo podporno osebje.

## Geografija
Park se razteza na približno 60 kilometrov vzdolž smeri jugozahod–severovzhod Južnih Alp in pokriva 722 km² na jugovzhodni strani glavne hrbtenice Alp. Doline ledenikov Tasman, Hooker in Godley so edini vhodi v to alpsko ozemlje, ki ležijo pod 1000 m nadmorske višine.
Ledeniki pokrivajo 40 % območja parka, zlasti Tasmanov ledenik v dolini Tasman vzhodno od Aoraki / Mount Cook. Osem od dvanajstih največjih ledenikov na Novi Zelandiji leži znotraj narodnega parka Aoraki / Mount Cook, vsi pa se končajo s ledeniškimi jezeri, ki so nastala v zadnjih desetletjih zaradi dolgotrajnega krčenja.
Na območju, ki obdaja Aoraki / Mount Cook, se ledeniki končajo z jezeri, tudi severno v parku se ledeniki Godley, Classen, Gray in Maud končajo z jezerom. Tasmanovo jezero in jezero Hooker sta lahko dostopni po sprehajalnih poteh in sta edini od teh jezer z uradnima imenoma. Na površini sedmih km² je Tasmansko jezero največje med ledeniškimi jezeri in gosti izlete s čolni za turiste.
Od 20 vrhov Nove Zelandije, višjih od 3000 metrov, vsi razen Mount Aspiring / Tititea ležijo v parku. Med njimi je najvišja gora Nove Zelandije, Aoraki / Mount Cook, s 3724 metri. Drugi vidni vrhovi so Mt Tasman, Mt Hicks, Mt Sefton in Mt Elie de Beaumont. Gore v Južnih Alpah so na splošno mlade, stare manj kot deset milijonov let, in se še gradijo. Dvig na območju narodnega parka znaša od 5 do 10 mm na leto. Ocenjuje se, da je prišlo do približno 25 km dviga, vendar pa je hitrost dviga preprečila erozija.
Park meji na narodni park Westland Tai Poutini vzdolž glavne razvodnice. Skupaj tvorita del Unescove svetovne dediščine Te Wahipounamu South Westland, ki je priznana zaradi izjemnih naravnih vrednot.

## Rastlinstvo in živalstvo
Več kot 400 vrst rastlin sestavlja vegetacijo v narodnem parku Aoraki / Mount Cook, ki vključuje več kot 100 vnesenih rastlinskih vrst, kot so pisani volčji bob, divja češnja in divji borovci. V normalnih okoliščinah gozd raste do približno 1300 metrov, vendar je večina delov parka na višjih nadmorskih višinah nad gozdno mejo ali v proglacialnih dolinah, kot sta dolini Hooker in Tasman, kjer kamnita prst dna dolin in morenske stene ne podpirajo rasti gozdov. Posledično so edini žepi gozda in domačega grmovja v parku vzdolž južnega roba doline Hooker in spodnjih pobočij pogorja Sealy Range.
Rastlinstvo v večini parka je sestavljeno predvsem iz alpskih rastlin. Med 1300 in 1900 metri in v dolinah je vegetacija pretežno snežna travišča, pa tudi zlata sulica (Aciphylla aurea), velike gorske marjetice/tikumu (Celmisia semicordata, Celmisia coriacea) in lilija Mount Cook (Ranunculus lyallii), največja maslenica na svetu. Vse te rastline cvetijo v toplejših mesecih od novembra do februarja – zgodaj v sezoni v dnu dolin in pozno v višjih nadmorskih višinah. Na najvišjih skalah Aoraki / Mount Cook je bilo najdenih približno 14 vrst lišajev.
Avtohtono vegetacijo še naprej ogrožajo vnesene rastlinske vrste, od tujerodnih dreves do volčjega boba, brnistre in tujerodnih trav. Ti so večinoma v dnu dolin Tasman in Hooker Valley, saj so najbolj dostopni deli parka.
V parku je približno 35 do 40 vrst ptic, vključno s kea, edina alpska papiga, in cipa. Drobni novozelandski škrab/pïwauwau (Xenicus gilviventris), ogrožena vrsta, je edini stalni prebivalec visoko v gorah. Ni v sorodu s stržkom (Salpinctes obsoletus) Severne Amerike. Majhni žužkojedi, kot sta strelec/tïtitipounamu (Acanthisitta chloris) in novozelandski pahljačasti ptič/pïwakawaka (Rhipidura fuliginosa), živijo v nizkem gozdu in grmičevju, skupaj z majhnim številom dveh večjih ptic, golobom grivarjem/kererū (Hemiphaga novaeseelandiae) in morepork/ruru (Ninox novaeseelandiae). Vnešene vrste, kot so ščinkavci in vrabci, živijo v grmovju v bližini vasi Mount Cook. Črna hodulja ali kakī (Himantopus novaezelandiae), najredkejša ptica močvarica na svetu, živi v pleteni strugi reke Tasman.
Park je dom številnim nevretenčarjem, vključno z velikimi kačjimi pastirji, črički, kobilicami, 223 zabeleženimi vrstami vešč in 7 domačimi metulji. Črna alpska wētā, znana tudi kot bolha Mount Cooka, živi nad snežno mejo. Gekon Naultinus gemmeus živi v parku, vendar ga redko vidimo. Lahko se lovi introduciranega navadnega jelena, gamsa in himalajskega tara.

## Podnebje
Temperature v vasi Mount Cook se gibljejo od −13 °C do 32 °C in običajno padejo za nekaj več kot 1 °C na vsakih 200 metrov nadmorske višine.
Padavine so podobno spremenljive, pri čemer najbolj suhi meseci prejmejo okoli 300 mm padavin na mesec, vendar so zabeležene največje količine 537 mm v enem dnevu in 1447 mm v enem mesecu. Sneg pade približno 21 dni na leto.
V najhladnejših mesecih v letu ledeniško jezero Mueller, jezero Hooker in jezero Tasman običajno vsaj delno zamrznejo.
Vremenske razmere v parku, zlasti na višjih nadmorskih višinah, so lahko nepredvidljive in se hitro spreminjajo. Vsem, ki se podajo dlje od sprehajalnih poti, toplo priporočamo, da svoje namere sporočijo v centru za obiskovalce na dan, ko začnete. To je del uradnega postopka ugotavljanja namenov, ki deluje v parku in se uporablja za začetek uradnih iskalnih operacij.
- Mount Cook Village pred pogorjem Aroarokaehe, poleti
- Zamrznjeno ledeniško jezero Mueller pozimi
- Razvodnica z Mt Sefton in Footstool, iz Hooker Valley; na desni strani v ozadju je Aoraki / Mount Cook

## Rekreacija
Park je priljubljen za planinarjenje, lov, pohodništvo, smučanje in turno smučanje. Oddelek za varstvo narave upravlja dejavnosti v parku, vključno s kampom White Horse Hill.
Mount Cook Village je začetek številnih sprehodov, od preprostih sprehajalnih poti, kot je priljubljena Hooker Valley Track, do tekaških poti, kot je strma pot do Sealy Tarns. Nekatere od teh poti ponujajo tudi vodene pohode, bližnje Tasmanovo jezero pa gosti izlete s čolni za turiste. V parku je blizu dvajset koč, večinoma v alpskem terenu. Koče segajo od osnovnih zavetišč do oskrbovanih koč, pri čemer je najbolj dostopna koča Mueller Hut, ki se jo lahko doseže iz vasi Mount Cook v 4 urah.
Center za obiskovalce v vasi ponuja interpretacijske eksponate o naravnem okolju in zgodovini območja ter zbirko umetniških del.

## Alpinizem
Spektakularni vrhovi regije Aoraki / Mount Cook zadnjih 100 let privabljajo plezalce z vsega sveta. Dramatična narava teh gora predstavlja redek izziv. Kombinacija močne poledenitve, izjemnega navpičnega obsega in nepredvidljivega vremena pomeni, da jih ni mogoče zlahka osvojiti. Za uspešno vzpenjanje tukaj je potrebna spretnost, kondicija, potrpežljivost in veliko spoštovanje do gora. Planinstvo na masivu Aoraki / Mount Cook je nevarna dejavnost.
Druge alpinistične poti vključujejo prečkanje pogorja Aroarokaehe preko prelaza Copland, pogorja Mount Cook preko prelaza Ball in poti, ki prečkajo Tasmanovo sedlo bolj severno. Vse te poti še vedno zahtevajo veliko alpinističnih izkušenj.
Na nasprotni strani doline Hooker je bil Mt Ollivier prvi večji vzpon sira Edmunda Hillaryja leta 1939 in je od vzpostavitve poti do koče Mueller Hut, nedaleč pod vrhom, zdaj ena najlažje dostopnih gora v parkirati.
Druga gora, priljubljena med gorniki srednjega znanja, je Sebastopol, najbližja gora vasi Mount Cook. Na višini 1468 metrov je le 750 metrov nad vasjo Mount Cook, pri čemer spodnja polovica vzpona sledi stezi Red Tarns. Sebastopol ponuja eno redkih razglednih točk v dolini Hooker in Tasman.

## Mednarodni rezervat temnega neba
Junija 2012 je Mednarodno združenje za temno nebo razglasilo območje 430.000 hektarjev, vključno z narodnim parkom Aoraki / Mount Cook in Mackenzie Basin, za mednarodni rezervat temnega neba Aoraki Mackenzie. V času določitve leta 2012 je bil rezervat največji na svetu in edini rezervat te vrste na južni polobli.